# Суенга (село)
Суенга — село в Маслянинском районе Новосибирской области. Входит в состав Егорьевского сельсовета.

## География
Площадь села — 101 гектар.

## Население
| 2002 | 2007 | 2010 |
| ---- | ---- | ---- |
| 547  | ↘509 | ↘408 |

## Инфраструктура
В селе по данным на 2007 год функционируют 1 учреждение здравоохранения и 1 учреждение образования.